# Cyclosorus ensifer
Cyclosorus ensifer är en kärrbräkenväxtart som först beskrevs av Tag., och fick sitt nu gällande namn av W. C. Shieh. Cyclosorus ensifer ingår i släktet Cyclosorus och familjen Thelypteridaceae. Inga underarter finns listade.